# Evropská krátkosrstá kočka
Evropská krátkosrstá kočka je plemeno kočky domácí založené na původní neprošlechtěné domácí kočce vesnic kontinentální Evropy. Je pevninskou obdobou britské krátkosrsté kočky, ke které však byla přikřížena kočka perská, a britské kočky tak získaly oválnější proporce a hustší srst. Cílem šlechtění evropské kočky je však zachování původních proporcí i vlastností „vesnické“ kočky. Lze ji poznat podle toho, že má na hlavě srst zbarvenou do tvaru písmene M.